# Siyancuma
Siyancuma es un municipio local sudafricano situado en el distrito de Pixley ka Seme, en la provincia de Cabo Septentrional.

## Superficie
Siyancuma tiene una superficie de 16 587 km².

## Demografía
En 2022, tenía 53 165 habitantes, una densidad poblacional de 3,20 hab./km², y 13 422 viviendas.